# Kidō Senshi Gundam 00
Kidō Senshi Gundam 00 (機動戦士ガンダム00, Kidō Senshi Gandamu Daburu O) est un jeu vidéo d'action développé et édité par Namco Bandai Games en mars 2008 sur Nintendo DS. C'est une adaptation en jeu vidéo de la série basée sur l'anime Mobile Suit Gundam et notamment Mobile Suit Gundam 00. Il a été porté en fin d'année sur PlayStation 2,,.

## Portage
- PlayStation 2 : Kidō Senshi Gundam 00: Gundam Meisters, JAP : 16 octobre 2008